# Olmedo Sáenz
Olmedo Sáenz Sánchez (nacido el 8 de octubre de 1970) es un exjugador panameño de Grandes Ligas de Béisbol. 

## Carrera profesional

### Chicago White Sox
Sáenz firmó con los Medias Blancas de Chicago como agente libre no reclutado el 11 de mayo de 1990, y comenzó su carrera de béisbol profesional en las ligas menores en 1991 con los Medias Blancas de South Bend de la Liga Single-A Midwest. Su carrera de ligas menores en la organización White Sox (1998) también incluyó paradas con los Single-A Sarasota White Sox, Double-A Birmingham Barons, Triple-A Nashville Sounds y Triple-A Calgary Cannons. Se perdió la mayor parte de la temporada 1997 debido a un desgarro en el tendón de Aquiles que sufrió en los entrenamientos de primavera. Tuvo una breve convocatoria de Grandes Ligas con los White Sox en 1994, haciendo su debut en Grandes Ligas en la tercera base contra los Baltimore Orioles el 28 de mayo de 1994. Consiguió un hit en tres turnos al bate en ese juego, consiguiendo su primer hit en la tercera entrada contra Ben McDonald. Tuvo 2 hits en 14 turnos al bate durante los cinco juegos que pasó en el roster de los White Sox antes de regresar a Nashville.

### Oakland Athletics
Liberado por los Medias Blancas, Sáenz firmó como agente libre con los Atléticos de Oakland el 13 de noviembre de 1998 y entró en el roster del día inaugural de los Atléticos. Fue utilizado principalmente como bateador designado durante sus cuatro temporadas con Oakland, obteniendo tiempo de juego ocasional en 1.° o 3.°. Sufrió una rotura del tendón de Aquiles derecho mientras ejecutaba un roletazo en la Serie Divisional de la Liga Americana 2002 contra Minnesota y estuvo fuera de juego por el resto de la postemporada y la mayor parte de 2003. 

### Los Angeles Dodgers
Un signo de interrogación debido a su historial de lesiones, Sáenz no fue retenido por los Atléticos y terminó asistiendo a los entrenamientos de primavera con los Dodgers de Los Ángeles como invitado fuera del roster, ganándose un lugar en su roster como el principal bateador emergente derecho. Formó parte de la historia de las Grandes Ligas cuando, el 8 de septiembre de 2004, conectó un jonrón de grand slam como emergente, marcando la primera vez en la historia de la MLB que un equipo tuvo un grand slam como emergente en juegos consecutivos. Cuando Robin Ventura alcanzó uno el 7 de septiembre Su mejor año llegó en 2005, cuando estableció un récord personal en casi todas las categorías ofensivas, incluidos jonrones (15) y carreras impulsadas (63). También tuvo una sólida temporada 2006 cuando bateó para un promedio de bateo de .296 con 11 jonrones y 48 carreras impulsadas. Fue uno de los jugadores más consistentes de los Dodgers saliendo de la banca durante su estancia en Los Ángeles. Sáenz se hizo conocido por ser un bateador muerto de recta, una habilidad que Vin Scully destacó en prácticamente todas las apariciones de Sáenz en el plato. Rara vez jugaba en el campo, y sólo comenzaba ocasionalmente en primera o tercera base. Se ganó el apodo de "The Killer Tomato" por parte de los fanáticos y comentaristas de los Dodgers.

### New York Mets
Su permanencia con los Dodgers terminó cuando se declaró agente libre el 11 de octubre de 2007. El 12 de febrero de 2008, Sáenz firmó un contrato de ligas menores con los Mets de Nueva York y fue invitado a los entrenamientos de primavera. No logró entrar en la lista y se retiró.

### Carrera como entrenador
Anteriormente fue entrenador de bateo de los Great Falls Voyagers de la Pioneer League.

## Selección nacional
Jugó para Panamá en el Clásico Mundial de Béisbol inaugural en 2006, y conectó dos hits y una impulsada en tres juegos. 

## Vida personal
Sáenz y su esposa, Sylvia, tienen un hijo, Juan Carlos y una hija, Jaquelyn. Es dueño de un rancho en su Panamá natal.

## enlaces externos
- Esta obra contiene una traducción  derivada de «Olmedo Sáenz» de Wikipedia en inglés, publicada por sus editores bajo la Licencia de documentación libre de GNU y la Licencia Creative Commons Atribución-CompartirIgual 4.0 Internacional.
- Olmedo Sáenz en Retrosheet
- Olmedo Sáenz en la Liga Venezolana de Béisbol Profesional
- Olmedo Sáenz en MLB
- Olmedo Sáenz en ESPN

- Datos: Q7088420
- Multimedia: Olmedo Saenz / Q7088420